# Katerînivka, Hluhiv
Katerînivka (în ucraineană Катеринівка) este un sat în comuna Sosnivka din raionul Hluhiv, regiunea Sumî, Ucraina.

## Demografie
Componența lingvistică a localității Katerînivka
     Rusă (94,31%)
     Ucraineană (5,69%)
Conform recensământului din 2001, majoritatea populației localității Katerînivka era vorbitoare de rusă (94,31%), existând în minoritate și vorbitori de ucraineană (5,69%).